# Me, Myself & Time

Me, Myself & Time est une chanson interprétée et écrite par l'artiste Demi Lovato. Le clip est sorti le 12 avril 2010 et met en scène Demi Lovato qui parle de sa chance d'être devenue une star. Cette chanson devrait être apparaitre dans le prochain et troisième album de Demi Lovato.

## Commentaires
- Ce clip dure 3:30 et été tourné pendant le tournage d'un épisode de la série Sonny.
- Demi Lovato quitte son personnage de Sonny Munroe et devient Demi Lovato.
- Ce clip a été nommé au Teen Choice Award 2010.
- Durant le clip, on peut avoir les personnages de Sonny: Tawni, Grady, Nico & Marshall.

## Palmarès
- 2010 : Teen Choice Award: "Meilleure Artiste Féminine" (Demi Lovato)